# فضيحة جيمي سافيل للاعتداء الجنسي
في أواخر عام 2012، ظهر أن جيمي سافيل، وهو شخصية إعلامية بريطانية توفيت في العام السابق، اعتدى جنسيًا على مئات الأشخاص طوال حياته، معظمهم من الأطفال ولكن بعضهم يبلغ من العمر 75 عامًا، ومعظمهم من الإناث. كان معروفًا في المملكة المتحدة بصورته الغريبة وكان يحظى بالاحترام بشكل عام لعمله الخيري، الذي ربطه بالملكية البريطانية وأفراد آخرين من ذوي النفوذ.
في 3 أكتوبر 2012، تم بث فيلم وثائقي على قناة آي تي في قدمه المراسل الاستقصائي مارك ويليامز توماس، حيث قالت العديد من النساء إنهن تعرضن للاعتداء الجنسي من قبل سافيل عندما كن مراهقات. بحلول 11 أكتوبر، تم تقديم ادعاءات ضد سافيل إلى ثلاثة عشر قوة شرطة بريطانية، مما أدى إلى إنشاء تحقيقات في الممارسات داخل كل من بي بي سي والخدمة الصحية الوطنية، وكلاهما مؤسستان عملتا بشكل وثيق مع سافيل. في 19 أكتوبر، أطلقت شرطة العاصمة لندن تحقيقًا جنائيًا رسميًا، عملية شجرة الطقسوس، في مزاعم تاريخية عن الاعتداء الجنسي على الأطفال من قبل سافيل وأفراد آخرين، بعضهم لا يزال على قيد الحياة، ويغطي أربعة عقود. ذكرت شرطة العاصمة أنها تتابع أكثر من 400 خط تحقيق، بناءً على ادعاءات 200 شاهد، عبر أربعة عشر قوة شرطة في جميع أنحاء المملكة المتحدة. ووصفت الإساءة المزعومة بأنها «على نطاق غير مسبوق» وأن عدد الضحايا المحتملين «مذهل». وبحلول 19 ديسمبر، تم استجواب ثمانية أشخاص كجزء من التحقيق. وذكرت شرطة العاصمة أن العدد الإجمالي للضحايا المزعومين بلغ 589، منهم 450 شخصًا زُعم أنهم تعرضوا للإساءة من قبل سافيل.
نُشر تقرير التحقيقات التي أجرتها الشرطة بالاشتراك مع الجمعية الوطنية لمنع القسوة ضد الأطفال، وإعطاء الضحايا صوتًا، في 11 يناير 2013. وأفاد التقرير بادعاءات تغطي فترة 50 عامًا، بما في ذلك 214 فعلًا مزعومًا من جانب سافيل، والتي على الرغم من عدم تأكيدها، تم تسجيلها رسميًا كجرائم، بعضها يتعلق بأطفال لا تتجاوز أعمارهم ثماني سنوات. يذكر التقرير «ضمن الجرائم المسجلة، هناك 126 فعلًا غير لائق و34 جريمة اغتصاب/اختراق». وقعت الجرائم المزعومة في ثلاثة عشر مستشفى بالإضافة إلى مقر بي بي سي، وفقًا للتقرير.
في أكتوبر 2013، أُعلن أن التحقيقات اتسعت لتشمل مستشفيات أخرى. في 26 يونيو 2014، أبلغ وزير الصحة آنذاك جيريمي هنت عن نتائج التحقيقات التي أجرتها كيت لامبارد. وقال إن سافيل اعتدى جنسياً على ضحايا تتراوح أعمارهم بين 5 و75 عامًا في مستشفيات هيئة الخدمات الصحية الوطنية، واعتذر هانت للضحايا. أدت المزيد من التحقيقات، في المستشفيات وأماكن أخرى، إلى مزاعم إضافية بالاعتداء الجنسي من قبل سافيل.
كان سافيل على اتصال دائم بضحاياه من خلال مشاريعه الإبداعية لصالح بي بي سي وعمله الخيري لصالح هيئة الخدمات الصحية الوطنية. وكان جزء كبير من حياته المهنية والعامة يتضمن العمل مع الأطفال والشباب، بما في ذلك زيارة المدارس وأجنحة المستشفيات. فقد أمضى 20 عامًا من عام 1964 في تقديم برنامج توب أوف ذا بوبس، الذي كان يستهدف جمهور المراهقين، و20 عامًا أخرى في تقديم برنامج جيم ويل فيكس إت، والذي ساعد في تحقيق رغبات المشاهدين، وخاصة الأطفال. وخلال حياته، نظرت تحقيقان للشرطة في تقارير عن سافيل، أقدمها معروف في عام 1958، لكن لم يؤد أي منها إلى توجيه اتهامات؛ وخلصت كل التقارير إلى عدم وجود أدلة كافية لتوجيه أي اتهامات تتعلق بالجرائم الجنسية. في عام 2007، استجوبته الشرطة تحت طائلة الحذر وفي عام 2008 بدأ إجراءات قانونية بشأن مزاعم في صحيفة ذا صن. في أكتوبر 2012، أُعلن أن مدير الادعاء العام آنذاك كير ستارمر سيحقق في سبب إسقاط الإجراءات ضد سافيل في عام 2009. وكان من المقرر بث تحقيق في برنامج بي بي سي نیوزنایت حول تقارير تفيد بأن سافيل اعتدى جنسياً على الأطفال في 7 ديسمبر 2011، ولكن تم إلغاؤه. ومنذ أكتوبر 2012، أصبح هذا الإلغاء، إلى جانب تعامل بي بي سي مع المخاوف بشأن سافيل، موضوعًا لمزيد من التحقيقات والتقارير الاستقصائية.
كانت الفضيحة عاملاً رئيسياً أدى إلى إنشاء لجنة التحقيق المستقلة الأوسع نطاقاً في الاعتداء الجنسي على الأطفال، والتي أعلنت عنها وزيرة الداخلية آنذاك تيريزا ماي في يوليو 2014 وأدارتها في البداية البارونة بتلر سلوس (التي تم تعيينها في يوليو 2014) وفيونا وولف (التي تم تعيينها في 5 سبتمبر 2014). في فبراير 2015، أعيد تشكيل التحقيق باعتباره تحقيقًا قانونيًا بموجب إطار قانون التحقيقات لعام 2005 برئاسة القاضي لويل جودارد.

## الخلفية
تحتوي السيرة الذاتية لسافيل، كما يحدث (1974)، على اعترافات بسلوك إجرامي، على ما يبدو دون أن يلاحظ أحد تجريم سافيل لنفسه. كان يمزح مع الصحافة عندما يتصلون به هاتفياً: «أخبرتني أنها تجاوزت السادسة عشر من عمرها» لم تؤد التحقيقات الصحفية التي يعود تاريخها إلى عام 1973 على الأقل إلى نشر أي اتهامات مباشرة ضد سافيل، على الرغم من استمرار الشائعات وذكرها بشكل متقطع في وسائل الإعلام المطبوعة لسنوات عديدة.
ادعى سافيل أن مفتاح نجاحه في برنامج جيم ويل فيكس إت على قناة بي بي سي هو أنه يكره الأطفال، على الرغم من أنه اعترف لاحقًا بقوله ذلك لصرف الانتباه عن التدقيق في حياته الخاصة. لم يكن يمتلك جهاز كمبيوتر لأنه لم يكن يريد أن يعتقد الناس أنه يقوم بتنزيل صور إباحية للأطفال. في مقابلة عام 1990 مع صحيفة إندبندنت أون صنداي، سألت لين باربر سافيل عن الشائعات التي تقول إنه يحب «الفتيات الصغيرات». قال سافيل: «الفتيات الصغيرات المعنيات لا يتجمعن حولي بسببي – بل لأنني أعرف الأشخاص الذين يحبونهم، النجوم ... أنا لست موضع اهتمام بالنسبة لهن».
في عام 1995، كان سافيل موضوع مقابلة مدتها 45 دقيقة أجراها أندرو نيل في المسلسل التلفزيوني هل هذه حياتك؟. كانت حياته الشخصية موضوع استجواب دقيق من نيل لكن سافيل «استخدم موزة لتجنب مناقشتها». في أبريل 2000، كان سافيل موضوع فيلم وثائقي من إنتاج لويس ثيروكس في سلسلة عندما التقى لويس.... وفي الفيلم، سأل ثيروكس سافيل عن التكهنات بأنه كان متحرشًا بالأطفال. قال سافيل:
«نحن نعيش في عالم مضحك للغاية. ومن الأسهل بالنسبة لي، كرجل أعزب، أن أقول «أنا لا أحب الأطفال» لأن هذا يبعد الكثير من الأشخاص الفاسقين في الصحف الشعبية عن البحث عني... كيف يعرفون ما إذا كنت [متحرشًا بالأطفال] أم لا؟ كيف يمكن لأي شخص أن يعرف ما إذا كنت كذلك؟ لا أحد يعرف ما إذا كنت كذلك أم لا. أنا أعلم أنني لست كذلك».
تم بث فيلم وثائقي لاحق بعنوان لويس ثيروكس: سافيل، حول عدم قدرة ثيروكس على اكتشاف طبيعة سافيل الحقيقية، على قناة بي بي سي تو في عام 2016. سألت المذيعة والصحفية أورلا باري، على محطة الراديو الأيرلندية نيوستوك في عام 2007، سافيل عن الادعاءات التي تم بثها خلال الفيلم الوثائقي الأصلي لثيروكس. في عام 2012، تذكرت باري أن سافيل رد قائلاً، «أي شائعات؟»، وأعربت عن دهشتها لأن الصحفيين الآخرين لم يتابعوا الأمر، قائلة، «ربما كانوا في المملكة المتحدة أقرب إليه قليلاً».
في عام 2007، تم استجواب سافيل تحت الحذر من قبل الشرطة التي تحقق في ادعاء الاعتداء غير اللائق في مدرسة دنكروفت المعتمدة للبنات والتي أغلقت الآن بالقرب من ستينز، سري، في السبعينيات، عندما كان زائرًا منتظمًا. أشارت دائرة الادعاء العام إلى عدم وجود أدلة كافية لاتخاذ أي إجراء آخر ولم يتم توجيه أي اتهامات. في عام 2012، ورد أن الموظفين في المدرسة لم يتم استجوابهم بشأن الادعاءات في ذلك الوقت. قالت مديرة سابقة للمدرسة إن سافيل «خدعها»، لكنها وصفت بعض أولئك الذين قدموا الادعاءات بأنهم «مخالفون للقانون».
في مارس 2008، بدأ سافيل إجراءات قانونية ضد صحيفة ذا صن، التي ربطته في عدة مقالات بإساءة معاملة الأطفال في دار الأطفال في جيرزي أوت دي لا جارين. أنكر سافيل زيارته أوت دي لا جارين لكنه اعترف بذلك بعد نشر صورة تظهره في المنزل محاطًا بالأطفال. قالت شرطة جيرسي إن مزاعم الاعتداء غير اللائق من قبل سافيل في المنزل في السبعينيات تم التحقيق فيها في عام 2008، لكن لم تكن هناك أدلة كافية للمضي قدمًا.

## الصحافة

### تقريرنيوزنايتالمُجهض
توفي سافيل في 29 أكتوبر 2011 عن عمر يناهز 84 عامًا. وفي وقت وفاته وجنازته في كاتدرائية ليدز، حظي بإشادة واسعة النطاق لأعماله الخيرية والتطوعية بالإضافة إلى عمله الترفيهي.
بعد وفاة سافيل مباشرة، بدأت ميريون جونز وليز ماكين من برنامج بي بي سي نيوزنايت في التحقيق في تقارير تفيد بأنه اعتدى جنسيًا على أطفال. وأجروا مقابلة مع ضحية مزعومة أمام الكاميرا وتحدثوا إلى آخرين كانوا على استعداد للاقتباس منهم حول الاعتداء المزعوم في مدرسة دنكروفت المعتمدة، وبي بي سي، ومستشفى ستوك ماندفيل. كانت مديرة مدرسة دنكروفت السابقة هي عمة جونز. كما اكتشف فريق نيوزنايت، الذي ضم المحقق السابق مارك ويليامز توماس، تحقيقًا أجرته شرطة ساري في عام 2009 بشأن سافيل. كان من المقرر بث التقرير في 7 ديسمبر 2011، ولكن تم اتخاذ قرار بإلغاء بثه، الأمر الذي تطور في النهاية إلى أزمة كبرى لبي بي سي عندما تم الكشف عن الاتهامات ضد سافيل في أكتوبر 2012. ووجد تقرير بولارد اللاحق أن جونز وماكين جمعا أدلة مقنعة على أن سافيل لديه تاريخ في إساءة معاملة النساء الشابات وأن نيوزنايت كان في وضع يسمح له بكشف القصة في عام 2011. في نوفمبر 2021، تحدث مارك ويليامز توماس إلى جي بي نيوز واصفًا معاملة بي بي سي للادعاءات بأنها «مروعة للغاية».
في يناير 2012، ذكرت صحيفة صنداي ميرور أن برنامج نيوزنايت حقق في مزاعم الاعتداء الجنسي فور وفاة سافيل ولكن تم تأجيل التقرير. زعم مقال بقلم مايلز جوسليت في طبعة مارس 2012 من ذا أولدي وجود تستر. عرضت بي بي سي تكريمين لسافيل خلال فترة عيد الميلاد عام 2011، وزُعم أن تقرير نيوزنايت قد تم حذفه لأن محتواه كان من شأنه أن يعرض عرض التكريمات للخطر. كان عنوان مذكرة مشتركة إلى تحقيق ليفسون من آنا فان هيسفايك (الهدف) وجاكي هانت (المساواة الآن) وهيذر هارفي (الطنف) وماراي لاراسي (إنهاء العنف ضد المرأة) بعنوان «النساء فقط»، وهي العبارة التي ورد أن محرر نيوزنايت بيتر ريبون كتبها في بريد إلكتروني إلى زميل بشأن عدم وجود سلطات أخرى [غير الضحايا الإناث المزعومات] للحصول على أدلة على إساءة معاملة سافيل. وقال متحدث باسم برنامج نيوزنايت: «إن أي اقتراح بأن القصة تم إسقاطها لأي سبب آخر غير الأسباب التحريرية غير صحيح على الإطلاق».
في أكتوبر 2013، نُشرت نسخة منقحة من مقابلة أجرتها شرطة ساري مع سافيل في عام 2009 بعد طلب بموجب قانون حرية المعلومات. أنكر سافيل مزاعم الاعتداء الجنسي المتعلقة بمدرسة دنكروفت المعتمدة التي قدمتها له الشرطة، قائلاً: «لم أفعل أي شيء خاطئ على الإطلاق»، وذكر أن المتهمين أرادوا «بضعة جنيهات».

### التعرض: الجانب الآخر لجيمي سافيل
تم بث فيلم وثائقي على قناة آي تي في بعنوان إكسبوجر: الجانب الآخر لجيمي سافيل في 3 أكتوبر 2012. تم البحث فيه وتقديمه بواسطة مارك ويليامز توماس، المحقق السابق في الشرطة والذي كان متورطًا سابقًا في تحقيق نیوزنایت الذي تم تأجيله.
قالت العديد من النساء اللاتي أجرت معهن مجلة إكسبوجر مقابلات إنهن تعرضن للاعتداء الجنسي من قبل سافيل عندما كن مراهقات. كما قيل إن سافيل تمكن من الوصول إلى فتيات مراهقات من خلال برامجه التلفزيونية توب أوف ذا بوبس وكلونك، كليك (1973–74)، وأعماله الخيرية. قال زملاء سافيل السابقون إنه لم يحاول إخفاء اهتمامه بالفتيات عنهم، بينما قالت أخرى إنها شاهدته وهو يقبل فتاة قاصر. أوضحت إحدى النساء التي قالت إن سافيل اعتدى عليها جنسياً في عام 1970، عندما كانت تبلغ من العمر 14 عامًا، أنها لم تتابع شكواها إلى الشرطة في عام 2008 بعد أن قيل لها إن ذلك سيؤدي إلى «سيرك إعلامي». تم عرض المقابلات على مؤسسة خط الطفل، إستر رانتزن، من قبل ويليامز توماس وعلقت قائلة: «كانت هناك دائمًا شائعات بأن [سافيل] يتصرف بشكل غير لائق جنسيًا مع الأطفال».
تم عرض تحديث للفيلم الوثائقي الأصلي، تحديث إكسبوجر: تحقيق جيمي سافيل، على قناة آي تي في في 21 نوفمبر. فاز الفيلم بجائزة بيبودي في عام 2012.

### تعليقات وتحقيقات بي بي سي
زعمت تقارير صحفية أن دوغلاس موغيريدج، مراقب راديو بي بي سي 1 في أوائل السبعينيات، كان على علم بالادعاءات ضد سافيل، وطلب تقريرًا في عام 1973. يتذكر ديريك تشينري، مراقب راديو 1 من عام 1978 إلى عام 1985، مناسبة واجه فيها سافيل قائلاً: «سألته، ما كل هذا، هذه الشائعات التي نسمعها عنك، جيمي؟» فقال، «هذا كله هراء». لم يكن هناك سبب لعدم تصديقه». أخبر مايكل جريد أخبار القناة الرابعة البريطانية أنه خلال فترة عمله في بي بي سي سمع «بشكل عابر» شائعات حول سافيل، لكنه وصف مزاعم التستر بأنها «سخيفة». قالت بي بي سي إنه لم يتم العثور على أي دليل على مزاعم سوء السلوك أو سوء السلوك الفعلي من قبل سافيل في ملفاتها ونفت وجود تستر على أنشطته.
في 8 أكتوبر 2012، اعتذر المدير العام لبي بي سي، جورج إنتويستل، عما حدث وقال إن تحقيقات داخلية أخرى ستجرى. وقال رئيس مجلس بي بي سي تراست، اللورد باتن، إن التحقيق سيبدأ بمجرد اكتمال تحقيقات الشرطة، وسيرأسه شخصية من خارج بي بي سي. ونتيجة لتعليق تحقيق نيوزنايت في أنشطة سافيل، كانت هناك شكاوى على نيوزواتش. في 11 أكتوبر 2012، طلب إنتويستل من مدير بي بي سي في اسكتلندا كين ماكواري النظر في مخاوف الموظفين بشأن إسقاط العنصر. وأعلن عن مراجعة سياسة بي بي سي بشأن حماية الطفل والتحقيق في ثقافتها وممارساتها، مع التركيز على السنوات التي عمل فيها سافيل هناك.
تعرضت بي بي سي لانتقادات في البرلمان بسبب طريقة تعاملها مع القضية. وقالت هارييت هارمان إن هذه المزاعم «تلطخ سمعة» المؤسسة. وقالت وزيرة الثقافة ماريا ميلر إنها راضية عن تعامل بي بي سي مع هذه المزاعم بجدية بالغة، ورفضت الدعوات لإجراء تحقيق مستقل. وقال زعيم جزب العمال إد ميلباند إن التحقيق المستقل هو السبيل الوحيد لضمان العدالة للمتورطين. وعرض إنتويستل المثول أمام لجنة الثقافة والإعلام والرياضة لشرح موقف بي بي سي وأفعالها.
في السادس عشر من أكتوبر، عينت بي بي سي رؤساء تحقيقين في الأحداث المحيطة بسافيل. وكان من المقرر أن تقوم القاضية السابقة بالمحكمة العليا دام جانيت سميث، التي قادت التحقيق في قضية القاتل المتسلسل هارولد شيبمان، بمراجعة ثقافة وممارسات بي بي سي أثناء فترة عمل سافيل هناك، كما كان من المقرر أن يقوم نيك بولارد، وهو أحد المديرين التنفيذيين السابقين في سكاي نيوز، بالنظر في سبب إسقاط تحقيق نيوزنايت قبل وقت قصير من البث.
تم بث تحقيق بانوراما في تصرفات بي بي سي في 22 أكتوبر 2012. رفض إنتويستل إجراء مقابلة، مستشهدًا بنصيحة قانونية مفادها أن الإدارة العليا في بي بي سي يجب أن تتعاون فقط مع الشرطة ومراجعات بي بي سي والبرلمان. في 21 أكتوبر، ورد أن جونز حذر ريبون في ديسمبر 2011 من أن بي بي سي تخاطر باتهامها بالتستر إذا تم إسقاط العنصر. في 22 أكتوبر، أعلنت بي بي سي أن ريبون «سيتنحى» عن دوره كمحرر اعتبارًا من الآن. في اليوم التالي لبث بانوراما، ظهر إنتويستل أمام لجنة الثقافة والإعلام والرياضة البرلمانية، حيث واجه استجوابًا عدائيًا وذكر أنه كان «خطأ كارثيًا» إلغاء بث نيوزنايت.

قال بول جامباتشيني، الذي عمل بجوار مكتب سافيل في راديو بي بي سي 1 منذ عام 1973، إنه كان على علم بالشائعات التي تتحدث عن كون سافيل من محبي الجثث، وصرح:
«لقد أصبح التعبير الذي ارتبط بشركاء سافيل في الجنس هو... «القاصرين دون السن القانونية» وهو تعبير غير صحيح سياسياً الآن. لقد استهدف سافيل نزلاء المؤسسات والمستشفيات – وكان هذا معروفاً. لماذا كان جيمي سافيل يذهب إلى المستشفيات؟ هناك كان المرضى».
 زعم جامباتشيني أن سافيل قام برشوة الشرطة. قال السير روجر جونز، الرئيس السابق لجمعية الأطفال المحتاجون، وهي تيليثون سنوية تبثها بي بي سي لدعم الأطفال والشباب المحرومين، إن سافيل مُنع من المشاركة بسبب شائعات حول اهتمامه غير اللائق بالفتيات الصغيرات. ظهر سافيل في الجمعية الخيرية في عام 1984 و1987 و1989 قبل أن يصبح جونز رئيسًا.
نُشر تقرير بولارد حول تعامل بي بي سي مع القضية في 19 ديسمبر 2012. وخلص التقرير إلى أن قرار إسقاط تقرير نيوزنايت بشأن الاتهامات ضد سافيل في ديسمبر 2011 كان «معيبًا»، ولكن لم يتم ذلك لحماية برامج تكريم سافيل. ومع ذلك، انتقد التقرير إنتويستل لفشله على ما يبدو في قراءة رسائل البريد الإلكتروني التي تحذره من «الجانب المظلم» لسافيل، وأنه بعد أن أصبحت الاتهامات ضد سافيل علنية في النهاية، سقطت بي بي سي في «مستوى من الفوضى والارتباك [كان] أعظم مما كان واضحًا في ذلك الوقت». أعلنت بي بي سي أنه سيتم استبدال ريبون ونائبة رئيس تحرير نيوزنايت ليز جيبونز. نُشرت نصوص الأدلة المقدمة إلى تحقيق بولارد، إلى جانب رسائل البريد الإلكتروني والمساهمات الأخرى، في 22 فبراير 2013.
تم طرد ميريون جونز، الذي كشف الفضيحة لأول مرة، من بي بي سي في فبراير 2015. ماكين، الذي شارك أيضًا في تقرير نيوزنايت، غادر بي بي سي في أوائل عام 2013، وصرح، «عندما اندلعت فضيحة سافيل، حاولت بي بي سي تشويه سمعتي». تنحى توم جيلز، محرر بانوراما التي بثت التحقيق حول سافيل في 22 أكتوبر 2012، عن منصبه في يونيو 2014 وانضم في عام 2015 إلى آي تي في بصفته مراقب الشؤون الجارية. تم فصل كلايف إدواردز، الذي أشرف بصفته محرر التكليف للشؤون الجارية على الفيلم الوثائقي بانوراما، من منصبه.